# 福井健策
福井 健策（ふくい けんさく、1965年（昭和40年） - ）は、日本の弁護士、ニューヨーク州弁護士。熊本県生まれ、神奈川県育ち。
芸術・文化法、著作権法を専門分野とし、各ジャンルのクリエイター、プロダクション、劇団、劇場、レコード会社、出版社などをサポートする。骨董通り法律事務所 for the Arts 代表パートナー、日本大学藝術学部客員教授、神戸大学大学院客員教授などを兼任するほか、東京藝術大学などの著作権や契約に関する科目で教鞭をとる。
2006年、平田オリザ、中村伊知哉、津田大介らと著作権保護期間の延長問題を考える国民会議（後に著作権保護期間の延長問題を考えるフォーラム(thinkC)へ改称）を設立し、世話人となる。また、各審議会・委員会委員や「本の未来基金」「デジタルアーカイブ学会」「緊急事態舞台芸術ネットワーク」など諸団体の理事を務めている。講演・メディア出演など多数。

## 略歴
- 神奈川県立湘南高等学校卒業
- 1990年 司法試験合格
- 1991年 東京大学法学部卒業
- 1993年 第二東京弁護士会弁護士登録
- 1998年 コロンビア大学法科大学院法学修士課程修了（Harlan Fiske Stone Scholar 賞、セゾン文化財団スカラシップ）
- 2003年 “For the Arts”を掲げて、桑野雄一郎と共同で骨董通り法律事務所を開設（現在、同代表パートナー）
- 2006年 文化庁「次世代ネットワーク社会における著作権制度のあり方に関する調査研究」ほか委員
- 2009年 日本大学藝術学部 客員教授を兼務。国立国会図書館 納本制度審議会委員
- 2011年 同オンライン資料の補償に関する小委員会 委員長
- 2012年 文化庁「電子書籍の流通と利用の円滑化に関する実証実験（文化庁eBooks）」 ワーキンググループ主査、日本脚本アーカイブズ推進コンソーシアム 理事
- 2013年 本の未来基金理事、総務省「コンテンツ海外展開のための国際共同製作に係る事業企画」選考委員
- 2014年 さいとう・たかを劇画文化財団理事
- 2015年 内閣「知的財産戦略本部」検証・評価・企画委員会委員、国立国会図書館 納本制度審議会 会長代理、米国Best LawyersによるBest Lawyers 2016 "Lawyer of the Year" 受賞
- 2016年 経済産業省「第四次産業革命に向けた横断的制度研究会」委員、総務省「AIネットワーク社会推進会議」委員、日本動画協会「アニメNEXT100」統括会議アドバイザー
- 2017年 神戸大学大学院客員教授を兼務。デジタルアーカイブ学会理事、特定非営利活動法人エンターテインメント・ロイヤーズ・ネットワーク理事
- 2020年 情報経営イノベーション専門職大学（iU）客員教授を兼務。文化庁文化審議会著作権分科会 専門委員、日経新聞電子版「Think」[5]コメンテーター
- 2021年 日本文学振興会評議員、文化庁「文化芸術分野の適正な契約関係構築に向けた検討会議」、文化庁「文化芸術分野の適正な契約関係構築に向けた検討会議」委員、緊急事態舞台芸術ネットワーク 常任理事・政策部会長
- 2022年 芸術文化観光専門職大学客員教授を兼務。総務省「放送コンテンツの制作・流通の促進に関するワーキンググループ」委員、内閣府知的財産戦略本部構想委員会委員、内閣府メタバース上のコンテンツ等をめぐる新たな法的課題への対応に関する官民連携会議第二分科会長
- 2023年 一般社団法人EPAD[6]代表理事

## 著書

### 単著
- 『著作権とは何か』集英社〈集英社新書 0294A〉、2005年5月。ISBN 9784087202946。
- 『著作権とは何か 文化と創造のゆくえ』（改訂版）集英社〈集英社新書 1016A〉、2020年3月。ISBN 9784087211160。
- 『著作権の世紀  ――変わる「情報の独占制度」』集英社〈集英社新書 0527A〉、2010年1月。ISBN 9784087205275。
- 『ビジネスパーソンのための契約の教科書』文藝春秋〈文春新書 834〉、2011年11月。ISBN 9784166608348。
- 『「ネットの自由」vs.著作権 TPPは、終わりの始まりなのか』光文社〈光文社新書 604〉、2012年9月。ISBN 9784334037079。
- 『誰が「知」を独占するのか ――デジタルアーカイブ戦争』集英社〈集英社新書 0756A〉、2014年9月。ISBN 9784087207569。
- 『18歳の著作権入門』筑摩書房〈ちくまプリマー新書 225〉、2015年1月。ISBN 9784480689283。

### 執筆
- 小泉直樹、田村善之編集委員 編「「孤児著作物」と知のデジタル整備」『はばたき――21世紀の知的財産法 中山信弘先生古稀記念論文集』弘文堂、2015年6月。ISBN 9784335357121。
- 福田雅樹・林秀弥・成原慧 編「AIネットワーク化と知的財産権」『AIがつなげる社会 AIネットワーク時代の法・政策』弘文堂、2017年11月。ISBN 9784335357121。
- 城所岩生 編「デジタルアーカイブ・配信と「権利の壁」」『著作権法50周年に諸外国に学ぶデジタル時代への対応』インプレスR&D、2021年3月。ISBN 9784844379706。
- 弥永真生・宍戸常寿 編「第11章　ロボット・AIと知的財産権」『ロボット・AIと法』有斐閣、2018年4月。

### 編集
- 福井健策、二関辰郎『ライブ・エンタテインメントの著作権』著作権情報センター〈エンタテインメントと著作権 ―初歩から実践まで― 1〉、2006年1月。ISBN 9784885260513。
- 内藤篤、升本喜郎『映画・ゲームビジネスの著作権』著作権情報センター〈エンタテインメントと著作権 ―初歩から実践まで― 2〉、2007年3月。ISBN 9784885260551。
- 前田哲男、谷口元『音楽ビジネスの著作権』著作権情報センター〈エンタテインメントと著作権 ―初歩から実践まで― 3〉、2008年10月。ISBN 9784885260605。
- 桑野雄一郎『出版・マンガビジネスの著作権』著作権情報センター〈エンタテインメントと著作権 ―初歩から実践まで― 4〉、2009年2月。ISBN 9784885260643。
- 福井健策、池村聡、杉本誠司、増田雅史『インターネットビジネスの著作権とルール』著作権情報センター〈エンタテインメントと著作権 ―初歩から実践まで― 5〉、2014年7月。ISBN 9784885260766。
- 福井健策、二関辰郎『ライブ・エンタテインメントの著作権』（第2版）著作権情報センター〈エンタテインメントと著作権 ―初歩から実践まで― 1〉、2015年8月。ISBN 9784885260797。
- 内藤篤、升本喜郎『映画・ゲームビジネスの著作権』（第2版）著作権情報センター〈エンタテインメントと著作権 ―初歩から実践まで― 2〉、2015年10月。ISBN 9784885260834。
- 前田哲男、谷口元『音楽ビジネスの著作権』（第2版）著作権情報センター〈エンタテインメントと著作権 ―初歩から実践まで― 3〉、2016年8月。ISBN 9784885260834。
- 桑野雄一郎、赤松健『出版・マンガビジネスの著作権』（第2版）著作権情報センター〈エンタテインメントと著作権 ―初歩から実践まで― 4〉、2018年1月。ISBN 9784885260865。
- 福井健策、池村聡、杉本誠司、増田雅史『インターネットビジネスの著作権とルール』（第2版）著作権情報センター〈エンタテインメントと著作権 ―初歩から実践まで― 5〉、2020年3月。ISBN 9784885260902。

### 編著
- 重田樹男、小原恒之、曾根香子『新編エンタテインメントの罠 アメリカ映画・音楽・演劇ビジネスと契約マニュアル』すばる舎、2003年6月。ISBN 9784883992843。
- 福井健策、小林利明『エンタテインメント法実務』弘文堂、2021年6月。ISBN 9784335358166。

### 共著
- CSKホールディングス、井上理穂子、大月ヒロ子、下村一、杉田定大、堤康彦、寺島洋子、橋本知子、福井健策、藤浩志 著、ワークショップ知財研究会 編『こどものためのワークショップ その知財はだれのもの？』アム・プロモーション、2007年3月。ISBN 9784944163366。
- 岡田斗司夫、福井健策『なんでコンテンツにカネを払うのさ？ デジタル時代のぼくらの著作権入門』阪急コミュニケーションズ、2011年12月。ISBN 9784484112244。
- 鷹野凌、福井健策『インディーズの護身術 表現とアイデアを分ける著作権のツボ』ボイジャー〈NPO法人日本独立作家同盟講演録 第6回〉、2016年5月。ISBN 9784862394668。

### 監修
- 「アーカイブ立国宣言」編集委員会 編『アーカイブ立国宣言 日本の文化資源を活かすために必要なこと』福井健策・吉見俊哉監修、ポット出版、2014年11月。ISBN 9784780802139。
- 鷹野凌『クリエイターが知っておくべき権利や法律を教わってきました。』インプレス、2015年4月。ISBN 9784844337973。
- 数藤雅彦責任編集 編『権利処理と法の実務』勉誠出版〈デジタルアーカイブ・ベーシックス 1〉、2019年3月。ISBN 9784585202813。

## 論文等
- 福井健策、唐津真美「芸術界と「法化」 ―芸術家に対するリーガルエイドの現状および展望―」『文化経済学』第1巻第3号、文化経済学会＜日本＞、1999年3月、39-48頁、doi:10.11195/jace1998.1.3_39、NAID 130000967970。
- 「知のインフラ整備とデジタル著作権の挑戦」『情報管理』第56巻第10号、科学技術振興機構、2014年1月、661-668頁、doi:10.1241/johokanri.56.661、NAID 130003381733。
- 「TPPと著作権リフォームのゆくえ 図書館活動はどう影響を受けるか」『図書館界』第67巻第6号、日本図書館研究会、2016年3月、341-345頁、doi:10.20628/toshokankai.67.6_341、NAID 110010039874。
- 南亮一司会、福井健策、野村美佐子、生貝直人「《討議》　図書館に関係する著作権の動向2015」『図書館界』第67巻第6号、日本図書館研究会、2016年3月、362-371頁、doi:10.20628/toshokankai.67.6_362、NAID 110010039877。
- 「視点　くまのプーさん 新たなる旅立ち」『情報管理』第60巻第2号、科学技術振興機構、2017年5月、128-131頁、doi:10.1241/johokanri.60.128、NAID 130005631455。
- 「視点　ドラえもんに心はあるか？ AI創作と「最適化の罠」」『情報管理』第60巻第6号、科学技術振興機構、2017年9月、436-439頁、doi:10.1241/johokanri.60.436、NAID 130006038317。
- 「「法制度部会」の紹介と熱烈なお誘い」『デジタルアーカイブ学会誌』第1巻第1号、デジタルアーカイブ学会、2017年9月、25-26頁、doi:10.24506/jsda.1.1_25、NAID 130006206511。
- 「視点　ネットのダークマター，海賊版はもう止まらないのか？」『情報管理』第60巻第10号、科学技術振興機構、2018年1月、735-738頁、doi:10.1241/johokanri.60.735、NAID 130006300722。
- 「権利問題の全体見取り図」『デジタルアーカイブ学会誌』第2巻第3号、デジタルアーカイブ学会、2018年6月、264-265頁、doi:10.24506/jsda.2.3_264、NAID 130007405675。
- 太下義之、瀬尾太一、福井健策、山川道子「パネルディスカッション　「これからどう取り組めばいいのか」」『デジタルアーカイブ学会誌』第2巻第3号、デジタルアーカイブ学会、2018年6月、268-276頁、doi:10.24506/jsda.2.3_268、NAID 130007405690。
- 「著しく短縮して語る著作権延長問題の経緯とこれから」『デジタルアーカイブ学会誌』第3巻第3号、デジタルアーカイブ学会、2019年6月、327-329頁、doi:10.24506/jsda.3.3_327、NAID 130007697333。

## 連載
- アニメ・ビジエンス 「福井健策の著作権と法務とアニメ」（2013年～）
- CNET Japan 「18歳からの著作権入門」（2014年、全20回）
- 日経デザイン 「福井弁護士の著作権教室」（2016年～）
- Internet Watch 「福井弁護士の著作権ここがポイント」（不定期）　ほか

## インタビュー・出演
- NHK Eテレ「視点・論点」 2009年3月、5月、9月、2010年1月、8月、2011年12月、2012年2月、7月、2013年2月、10月、2014年10月、2015年2月、2016年1月25日「"人工知能作家"の時代がやって来る？」、2018年7月25日「海賊版サイトにどう向き合うか」
- NHKクローズアップ現代 「パロディは文化？」 2013年2月19日放送[7]
- NHKクローズアップ現代 「追跡！チケット高額転売の舞台裏」 2016年10月12日放送[8]
- 朝日新聞be 「フロントランナー」 2016年11月12日朝刊[9]
- Business Lawyers 「フェアユースを待つだけでなく、自分たちにできることを」 2017年12月5日
- NHKクローズアップ現代＋「追跡！ 脅威の“海賊版”漫画サイト」2018年4月18日放送[10]
- ポリタスTV（YouTube、2020年7月2日）
- テレビ朝日報道ステーション ゲストコメンテーター 2021年4月16日、2021年7月16日
- NHKねほりんぱほりん「転売ヤー」2022年12月2日放送[11]
- NHKクローズアップ現代No.4950「1枚が数億円に！？トレーディングカード急騰の舞台裏」2023年2月13日放送[12]